# Pușca Semiautomată cu Lunetă
Il PSL (in lingua romena Pușcă Semiautomată cu Lunetă, "fucile semiautomatico con mirino") è un fucile di precisione semiautomatico originario della Romania. Viene anche chiamato PSL-54C, Romak III, FPK, FPK Dragunov (nomenclatura ormai diffusissima ma tecnicamente errata in quanto il PSL non ha alcuna relazione con il Dragunov se non una lieve somiglianza) e SSG-97 (Scharfschutzengewehr - 1997).

## Panoramica
Il loro utilizzo primario è quello di essere impiegati dai marksman, per attaccare obiettivi fuori dalla portata degli altri soldati, armati di AKM. Il fucile è stato costruito usando acciaio stampato, tanto da renderlo simile al'RPK. Il funzionamento del PSL è lo stesso di quello della famiglia di armi Kalashnikov. È in apparenza simile al fucile di precisione SVD Dragunov, anche se il Dragunov utilizza un differente sistema di recupero del gas (pistone a corsa corta). Inoltre il caricatore utilizzato sul PSL e diverso da quello del Dragunov, in quanto su quello del fucile rumeno è disegnata una X da un lato, mentre il fucile russo monta una grigliatura simile allo stile gauffre. I caricatori, nonostante la loro somiglianza in forma e dimensione, non possono essere intercambiati tra di loro, né le altre parti dei due fucili.

## Uso
Il PSL è entrato in servizio in Romania sin dagli anni settanta ed è stato venduto rapidamente su scala mondiale. Sono stati visti molto spesso in Iraq dove sono apparentemente molto popolari. La semplicità d'uso e di manutenzione del fucile lo rende apprezzato dai soldati . In azione, essendo una variante del AKM, è estremamente affidabile anche senza essere stato sotto manutenzione per diverso tempo. Il reticolo del mirino è facile da usare, e fornisce un'ottima collimazione di mira ed una sufficiente accuratezza anche senza tutti i calcoli matematici necessari. Nelle mani di un tiratore esperto e con munizioni di qualità come il 7N1 e 7N14 un PSL ha la capacità di un minuto d'arco.
I fucili PSL hanno alcune interessanti caratteristiche, come per esempio il calcio scheletrato simile a quello del SVD Dragunov. Questo tipo di calcio è stato però migliorato in quanto è stata integrata una molla che, quando il fucile spara, aiuta a ridurre il rinculo di un certo grado.

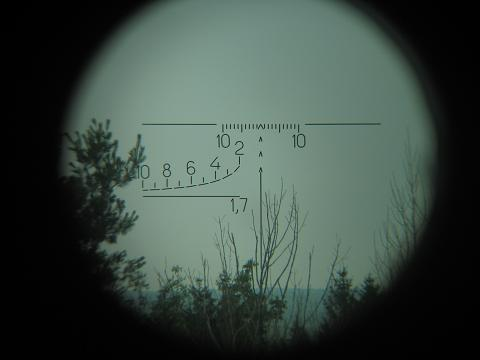
Il reticolo

Il telescopio del PSL è fabbricato dal I.O.R. (Întreprinderea Optică Română, Impresa rumena per la produzione di ottiche) di Bucarest, una compagnia romena che fabbrica ottiche sin dal 1936. Recentemente usano il vetro tedesco Schott rivestito con il sistema Carl Zeiss T-3 per eliminare il riflesso ed accentuare la trasmissione di luce. Sono sconosciute le informazioni riguardanti quali vetri e rivestimenti siano stati utilizzati al tempo in cui si fabbricavano i mirini per PSL, tuttavia la I.O.R. ha una lunga associazione con le ottiche dell'Europa occidentale, e la mantenne nonostante la Cortina di ferro.  Nel 1967 la I.O.R. collaborò con vari impianti manifatturieri tedeschi e nel 1975 strinse un accordo con la Carl Zeiss che la portò ad un'ulteriore espansione e modernizzazione. I modelli iniziali di questo mirino erano più o meno identici al PSO-1 russo con una batteria per l'illuminazione del reticolo. Presto il mirino venne modificato per eliminare l'illuminazione elettrica per sostituirla con una radioattiva basata su una sorgente di luce incandescente, in quanto era necessario semplificare la manutenzione e la costruzione del telescopio.  I mirini di oggi si trovano senza illuminazione perché il trizio si è esaurito. Esemplari originali con il mirino alimentato a batteria sono molto rari.

## Versione sportiva
Una versione sportiva del PSL, ideata per l'esportazione americana, è conosciuta come PSL-54C, Romak III, FPK, FPK Dragunov o SSG-97. Quest'arma è identica in quasi tutti gli aspetti alla versione militare originale del PSL eccetto per le modifiche per regolarsi con le leggi di importazione U.S. riguardo ai fucili sportivi. Queste modifiche includono il rimpiazzo del corpo in acciaio stampato originale, con la capacità di poter essere trasformato da "semi-automatico" a "automatico" da parte dell'utente finale, con un corpo sempre in acciaio stampato della versione militare romena BATFE.
Le specifiche sulle leggi di importazione degli Stati Uniti vorrebbero omettere il meccanismo dell'otturatore aperto che è il vero segno riconoscibile dell'arma. Tutte le versioni sportive del PSL sono state costruite usando parti originali romene e assembleate in Romania o negli Stati Uniti. Esemplari delle versioni sportive sono disponibili anche in munizioni 7,62 × 51 mm NATO (e la loro variante civile .308 Winchester) in alternativa alle munizioni 7,62 × 54 mm R. Queste armi vengono importate soprattutto da Century Arms International, InterOrdnance, e Tennessee Gun Importers (TG Knox).

## Il Pușca Semiautomată cu Lunetă nella cultura di massa
In ambito videoludico, il PSL compare nel videogioco Max Payne 2: The Fall of Max Payne.
Nel film American Sniper (2014) di Clint Eastwood, con protagonista Bradley Cooper nel ruolo di Chris Kyle (Kyle è, in particolare, un Navy SEAL). In questo film il PSL-54 è una delle armi usate dall'antagonista iracheno, il cecchino chiamato Mustafà, interpretato da Sammy Sheik.